# Robert Heinrich Weber
Robert Heinrich Weber (* 16. Januar 1964 in Dortmund) ist ein deutscher Diplomat. Er war vom September 2018 bis zum Sommer 2022 Botschafter in Montenegro.

## Laufbahn
Robert Weber begann nach dem Abitur 1983 ein Studium der Geographie, Theologie und Klassischen Philologie (1983–1990) und wurde im Jahr 1992 in Geographie promoviert.
Den Vorbereitungsdienst für den Höheren Auswärtigen Dienst (Attachéausbildung) absolvierte Weber von 1992 bis 1994. Danach wechselte er nach Rom, zunächst als Legationsrat  bei der Ständigen Vertretung bei den Internationalen Organisationen in Rom und dann bis 1997 als Referent im Wirtschaftsdienst. Nach einer Stelle im GASP-Referat im Auswärtigen Amt wurde Weber im Jahr 2000 als Botschaftsrat in dir Politischen Abteilung der Botschaft Neu Delhi berufen. Dort blieb er bis 2004 und wurde dann Ständiger Vertreter des Generalkonsuls in Kanton. Nach einer weiteren Zeit im Auswärtigen Amt (Büro der Staatssekretäre) war Weber von 2011 bis 2014 ständiger Vertreter des Leiters der Botschaft Lissabon, kam dann als Inspekteur zurück in das Auswärtige Amt.
Im September 2018 wurde Weber zum Botschafter in Podgorica (Montenegro) ernannt. Im August 2022 löste ihn Peter Felten auf dem Posten ab.